# Stollen und Trockenrasen bei Unterfarnstädt
Der Stollen und Trockenrasen bei Unterfarnstädt ist ein FFH-Gebiet in der Gemeinde Farnstädt im Saalekreis in Sachsen-Anhalt.

## Allgemeines
Das FFH-Gebiet ist circa 11 Hektar groß. Es überlagert sich mit dem Landschaftsschutzgebiet „Weitzschkerbachtal“. Es ist durch die Landesverordnung zur Unterschutzstellung der Natura 2000-Gebiete im Land Sachsen-Anhalt (N2000-LVO LSA) seit dem 21. Dezember 2018 rechtlich gesichert. Zuständige untere Naturschutzbehörde ist der Saalekreis.

## Beschreibung
Das FFH-Gebiet liegt westlich von Halle (Saale) zwischen der Lutherstadt Eisleben und Querfurt. Es umfasst zum Weitzschkerbach abfallende Hänge des Hohen Berges, die früher als Kalksteinbruch genutzt wurden. Das Gebiet wird von teilweise verbuschten Trocken- und Halbtrockenrasen geprägt. In den Hängen sind nicht mehr genutzte Stollen zu finden.
Die Trocken- und Halbtrockenrasen sind als Kalktrockenrasen mit Traubiger und Rispiger Graslilie, Gelbem Günsel, Nadelröschen, Knäuelglockenblume, Gewöhnlichem und Deutschem Fransenenzian, Ährigem Ehrenpreis, Niederliegendem Ehrenpreis, Ohrlöffelleimkraut, Kleiner Wiesenraute und Sandveilchen sowie Kalkpionierrasen mit Badener Rispengras, Pferdesesel, Wimperperlgras, Kleiner Feldkresse, Fingersteinbrech, Steinquendel, Platthalmrispe und verschiedenen Flechtenarten ausgebildet. Kleinflächig ist Steppentrockenrasen mit Pfriemengras, Walliser Schwingel, Bartgras, Dänischem Tragant, Steppenwolfsmilch und Grauer Skabiose ausgebildet. Auf Kalkschotter siedeln Wimperperlgras und Schmalblättriger Hohlzahn.
Die Stollen werden von verschiedenen Fledermausarten, darunter Mopsfledermaus, Großes Mausohr, Wasserfledermaus, Fransenfledermaus und Braunes und Graues Langohr als Schwärm- und Winterquartier genutzt. Das FFH-Gebiet beherbergt auch Vorkommen der Zauneidechse.